# Mačkat
Mačkat (cyr. Мачкат) – wieś w Serbii, w okręgu zlatiborskim, w gminie Čajetina. W 2011 roku liczyła 905 mieszkańców.